# Antecipar, reconhecer, avaliar, controlar, confirmar e reavaliar

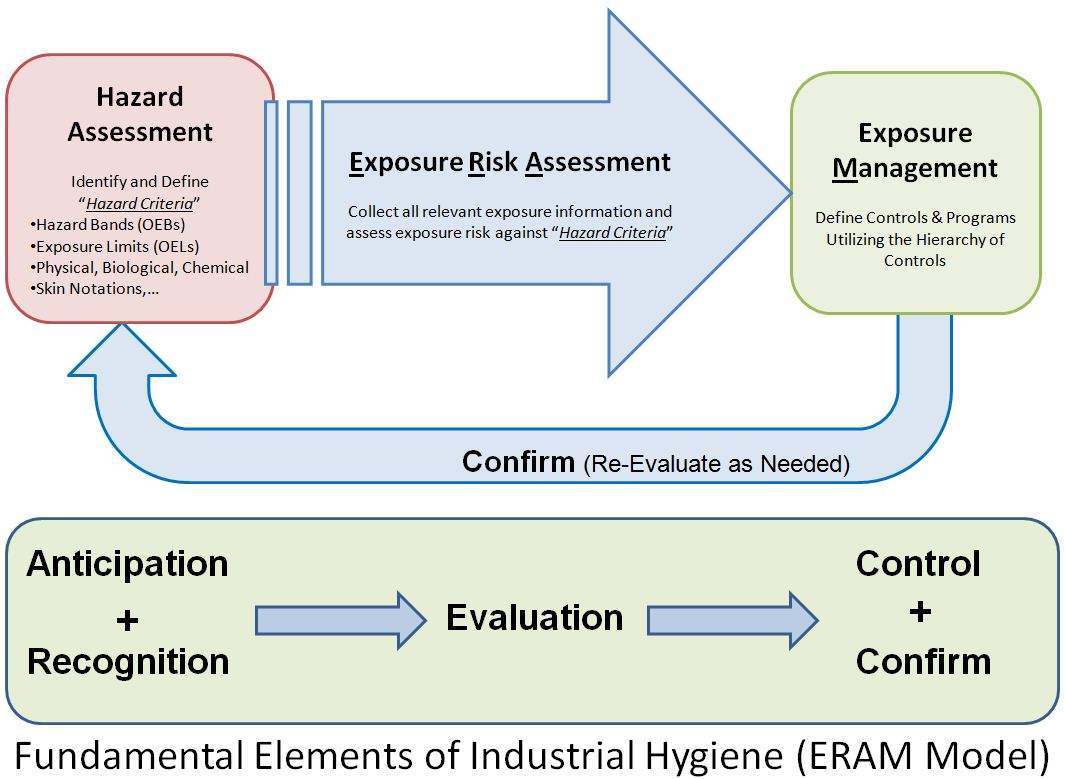
Ilustração de Avaliação e Gerenciamento de Risco de Exposição relacionados à ARACCR.

Antecipar, reconhecer, avaliar, controlar, confirmar e reavaliar (ARACCR) é uma estrutura de tomada de decisão e processo usado no campo da Higiene Ocupacional ou Higiene Industrial para antecipar e reconhecer perigos, avaliar e reavaliar exposições e controlar e confirmar a proteção contra riscos (Figura 1) O ARACCR apoia a avaliação da exposição sobre o perigo informado, avaliação do perigo sobre a exposição informada e tomada de decisão sobre o risco informado em qualquer empreendimento.

## História
A estrutura de tomada de decisão do ARACCR começou como reconhecer, avaliar e controlar. Em 1994, o então presidente da American Industrial Hygiene Association (AIHA), Harry Ettinger, acrescentou a etapa "antecipar" para transmitir formalmente o dever e a oportunidade da comunidade de proteção ao trabalhador de aplicar proativamente seu crescente corpo de conhecimento e experiência para avaliar e gerenciar perigos, exposições e riscos resultantes em situações existentes e emergentes.
A etapa "confirmar" foi adicionada em 2011 para esclarecer a necessidade de confirmar que todas as etapas da estrutura de tomada de decisão estavam sendo aplicadas de forma eficaz e que os resultados desejados estavam sendo alcançados. A confirmação global da adequação da tomada de decisão para o gerenciamento de riscos inclui medições da eficácia dos controles no local de trabalho e avaliação dos resultados de estudos epidemiológicos ocupacionais. A confirmação do treinamento, a documentação e a melhoria contínua de todo o processo de tomada de decisão devem ser realizadas para garantir que todas as etapas sejam cientificamente fundamentadas e devidamente aplicadas.

## O processo ARACCR

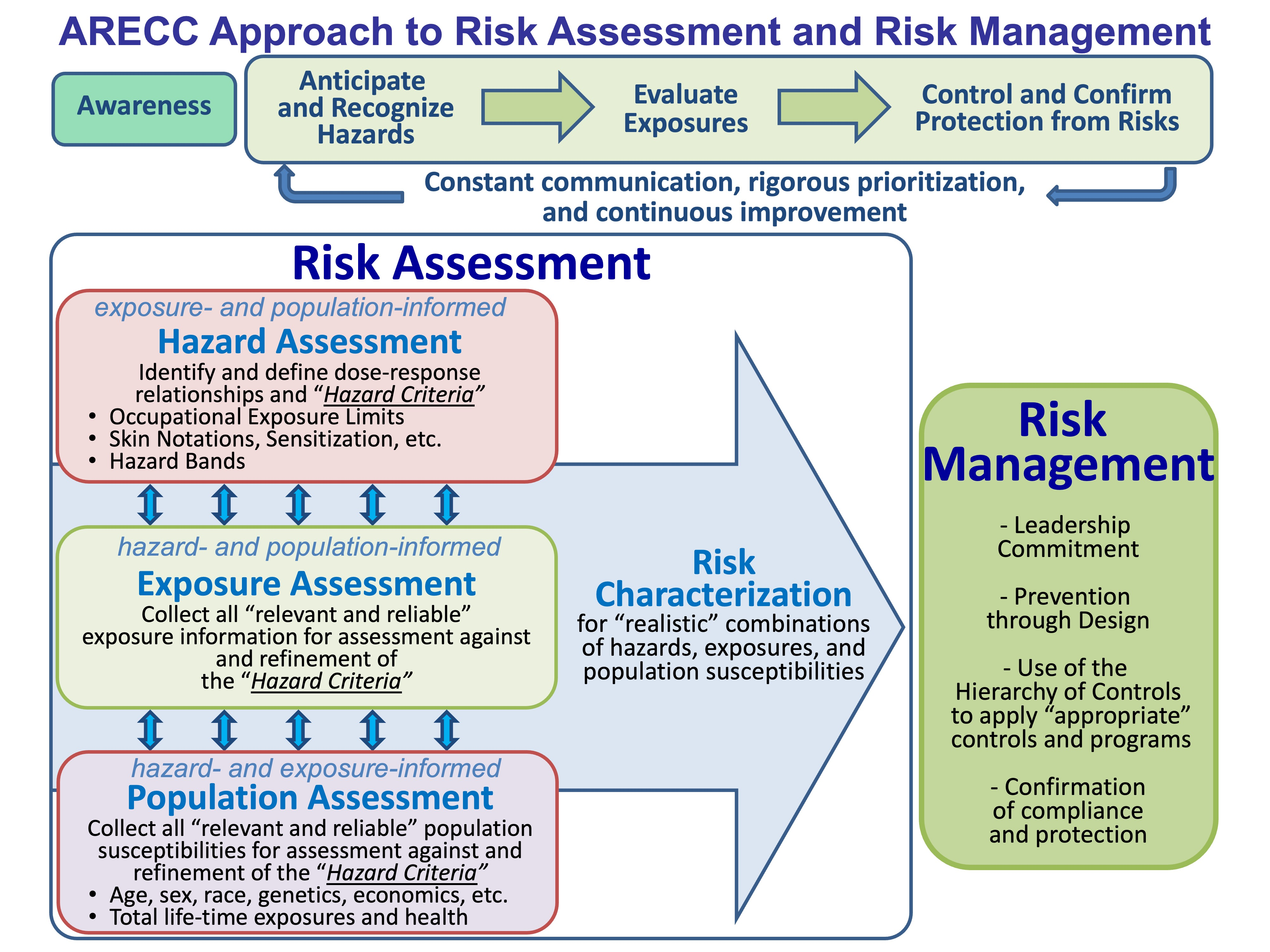
Figura 1. A estrutura de tomada de decisão do ARACCR e o processo desenvolvido em higiene ocupacional-industrial para antecipar e reconhecer perigos, avaliar exposições e controlar e confirmar a proteção contra riscos.

A implementação do ARACCR envolve conduzir a avaliação de risco e aplicar o gerenciamento de risco. O gráfico ARACCR mostrado na Figura 1 aparece como a primeira ilustração no livro de referência de Higiene Ocupacional ou Higiene Industrial confiável "A Strategy for Assessing and Management Occupational Exposures". O documento "Occupational Exposure Assessment Body of Knowledge" (BoK) desenvolvido pela AIHA  fornece um resumo organizado do conhecimento coletivo e das habilidades necessárias para as pessoas usarem o processo ARACCR na realização de avaliações de exposição ocupacional. A AIHA está usando este BoK para estabelecer uma estrutura para o desenvolvimento de programas de educação e ferramentas de avaliação de conhecimento / habilidade e para a melhoria do estado do conhecimento profissional de Higiene Ocupacional ou Higiene Industrial.

### Antecipação e reconhecimento
O reconhecimento e a antecipação são deduções dos determinantes da exposição aos agentes nocivos à saúde oriundos dos locais de trabalho a partir das informações coletadas e organizadas por meio da caracterização básica.
No entanto, a diferença entre antecipação e reconhecimento nem sempre é clara. Um meio de distinguir antecipação e reconhecimento sugere que a antecipação ocorre durante a fase conceitual de uma operação, enquanto o reconhecimento ocorre durante as operações existentes. Esta é uma distinção um tanto arbitrária, pois a antecipação também pode ocorrer com as operações existentes e o reconhecimento pode ocorrer durante a fase conceitual.
Ainda, o reconhecimento normalmente requer a coleta de informações disponíveis junto com a aplicação dos princípios de higiene ocupacional. O reconhecimento dos perigos potenciais ou existentes para a saúde evolui à medida que o higienista ocupacional se familiariza com os processos; cria e mantém um inventário de perigos físicos, químicos e biológicos; analisa as diferentes atividades de trabalho da área de trabalho; e estudos de medidas de controle.

### Caracterização básica e determinantes da exposição
A caracterização básica, por sua vez, é um método sistemático de coletada e organização dos dados para dedução dos determinantes da exposição oriundos dos locais de trabalho. A caracterização básica geralmente inclui informações sobre o trinômio: ambiente de trabalho (ambiente físico), a força de trabalho (trabalhadores) e os agentes ambientais (agentes químicos, físicos e biológicos). A caracterização resulta na definição de Grupos de Exposição Similar – GES, ou seja, trabalhadores realizando as mesmas tarefas de maneira semelhante e, portanto, recebendo exposições semelhantes.
Os elementos para a caracterização básica podem incluir: materiais, insumos, rejeitos, processos e atividades produtivas, processo unitário, máquinas, equipamentos, ferramentas, parâmetros de processos, práticas e métodos de trabalho, fluxo e método de transferência de matéria, padrão de tempo da exposição, padrões normativos e não normativos, evidência de exposição, tecnologias de controles, entre outros. As fontes de informação para o reconhecimento podem ser baseadas em: observações por tour ou demonstração de áreas e tarefas, entrevistas, registros internos da companhia, Fichas de Informação de Segurança do Produto Químico – FISPQ, manual de máquinas  e equipamentos e literatura especializada.
Os GES são grupos compostos de trabalhadores que se espera possuírem um perfil ou uma distribuição da exposição similar para um dado fator de risco. O perfil ou a distribuição da exposição, por sua vez, é definido pela magnitude e pela variabilidade das exposições do grupo. A distribuição da exposição inclui a medida de tendência central – por exemplo, MVUE (estimador de mínima variância não enviesado) ou média geométrica – e a variabilidade – como, desvio padrão aritmético ou geométrico.
Dois critérios são definidos para o estabelecimento dos GES, abordagem observacional ou por amostragem. A abordagem observacional consiste em uma tarefa subjetiva do higienista ocupacional para dividir os trabalhadores com base em processos, categoria de cargos, tarefas específicas e agentes ambientais. Por outro lado, a abordagem por amostragem apoia-se na medição das exposições e posterior aplicação de técnicas estatísticas, tais como a análise de variância.

### Avaliação de risco
Durante a fase de avaliação de risco, os detalhes dos perigos e das exposições existentes ou potenciais são avaliados para caracterizar os riscos. A abordagem de identificação de perigo / dose-resposta / avaliação de exposição / avaliação de risco reflete o processo formulado pela National Academy of Sciences / National Research Council.  Schulte et al. observaram os critérios inter-relacionados de identificação de perigo / avaliação de exposição / avaliação de risco / gerenciamento de risco / promoção de benefícios para o desenvolvimento responsável da nanotecnologia. Schulte et al. também observaram exemplos significativos de progresso nas áreas de toxicologia, metrologia, avaliação de exposição, controles de engenharia e equipamentos de proteção individual (EPI), avaliação de risco, gerenciamento de risco, vigilância médica e epidemiologia para proteção de trabalhadores em nanotecnologia.
Conforme enfatizado na Figura 1, fortes interações são necessárias entre as atividades de avaliação de risco e de exposição. A avaliação de risco informada sobre a exposição garante que informações realistas sobre as composições, concentrações e condições reais de exposição no local de trabalho sejam levadas em consideração em qualquer estudo laboratorial dos efeitos à saúde que seja realizado. A avaliação da exposição informada sobre o perigo garante que as exposições relevantes sejam avaliadas nos locais apropriados e nos momentos apropriados. Identificar e definir relações de dose-resposta para exposições a perigos permite o estabelecimento de limites de exposição ocupacional, critérios de risco para preocupações como exposições à pele e o agrupamento de materiais em faixas de perigo (hazard bands) que podem ser controladas de forma semelhante.

### Gerenciamento de risco
A parte de gerenciamento de risco da estrutura e processo do ARACCR enfatiza o compromisso da liderança com a missão de segurança e saúde e a aplicação da hierarquia de controles. O compromisso inclui a confirmação de que todas as etapas do processo do ARACCR estão sendo seguidas e que a proteção da segurança, saúde, bem-estar e produtividade está sendo alcançada.
A hierarquia dos controles de perigos é uma componente integral da aplicação do ARACCR. A hierarquia é tradicionalmente descrita como uma lista vertical de opções de controle de perigo e exposição em ordem decrescente de prioridade, começando no topo com a eliminação do perigo como o controle mais eficaz, seguido pela substituição de uma opção menos perigosa, seguida por controles de engenharia prevenir exposições, seguidas de controles administrativos e de práticas de trabalho, e concluindo com o uso de equipamentos de proteção individual como o controle menos eficaz na parte inferior.

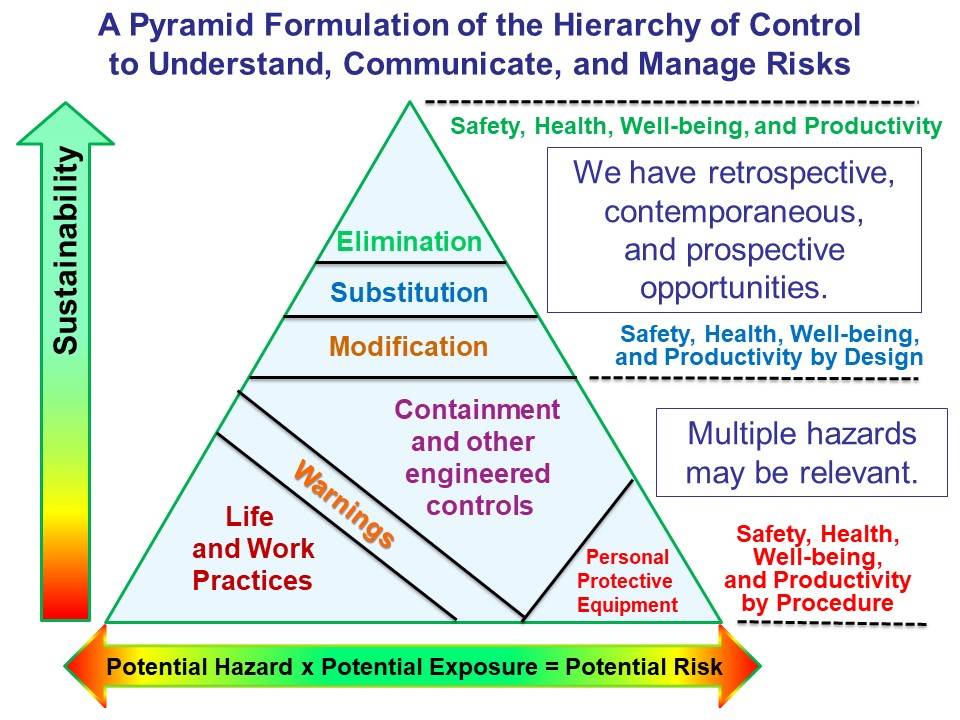
Figura 2. Representação de uma formulação em pirâmide da hierarquia de controles que transmite como diferentes estratégias de controle estão associadas a diferentes níveis de sustentabilidade e riscos potenciais.

A Figura 2 mostra uma representação alternativa da hierarquia como uma pirâmide de elementos de controle interativo. Os componentes de controle de risco e exposição descritos na formulação da pirâmide da hierarquia de controle são:
- Eliminação da presença ou magnitude do perigo (nem sempre possível se o material ou condição for essencial para os objetivos da atividade, mas às vezes possível no caso de objetivos que podem ser alcançados por métodos como simulação em computador),
- Substituição de um material ou procedimento menos perigoso (às vezes possível, como através do uso de substitutos materialmente semelhantes ou o uso de materiais menos dispersáveis ou processos menos energéticos. Uma "substituição lamentável" pode resultar se suposições sobre as vantagens de redução de risco do A substituição revelou-se incorreta. Exemplos recentes de substituição lamentável são a substituição de bisfenol S por bisfenol A em plásticos e a substituição de diacetil por alfa-dicetona em aromatizantes de manteiga.[14]
- Modificação do material ou procedimento para reduzir riscos ou exposições (às vezes considerado um subconjunto da opção de substituição, mas explicitamente considerado aqui para significar que a eficácia da modificação para a situação em questão deve ser confirmada pelo usuário),
- Controles de engenharia para evitar exposições (inclui uma variedade de estratégias de contenção física e ventilação),
- Avisos para indicar a necessidade e o status do controle (considerado explicitamente na formulação da pirâmide como uma opção de hierarquia distinta para esclarecer os detalhes de quaisquer avisos sendo usados e para enfatizar as capacidades crescentes e a disponibilidade de sensores e monitores em tempo real; considerando que em outros sistemas, os avisos às vezes são considerados parte dos controles de engenharia e, às vezes, parte dos controles administrativos),
- Procedimentos administrativos e de trabalho para prevenir exposições e confirmar a proteção (uma abordagem que depende muito de treinamento e conformidade) e, finalmente, como a última barreira à exposição,
- Equipamento de proteção individual (incluindo proteção respiratória).

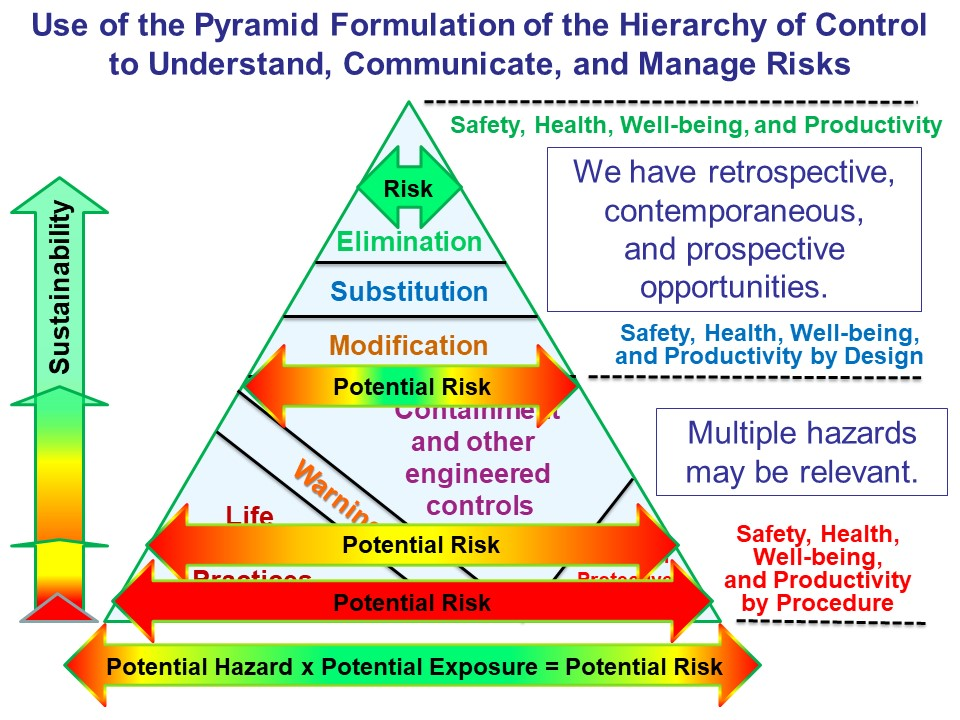
Figura 3. Representação de como a formulação da pirâmide da hierarquia de controle pode ser usada para orientar investigações retrospectivas de incidentes anteriores ou análises contemporâneas ou prospectivas de segurança no trabalho e planejamento com base no conhecimento sobre os tipos de controles aplicados.

A Figura 3 ilustra como a formulação da pirâmide dos elementos inter-relacionados da hierarquia de controle pode ser usada para fornecer percepções retrospectivas, contemporâneas ou prospectivas sobre a sustentabilidade e os níveis de riscos associados às atividades de trabalho que envolvem diferentes combinações de perigos, exposições, controles, e riscos resultantes. Por exemplo, a eliminação de um perigo é considerada uma estratégia altamente sustentável e, se um perigo foi ou pensa-se que foi eliminado de um processo, as avaliações iniciais podem se concentrar na confirmação de estoques de materiais e conhecimento do processo. Da mesma forma, as situações de controle que dependem fortemente de controles de engenharia, avisos, práticas de trabalho ou uso de EPI são menos sustentáveis e envolvem maiores riscos, e as avaliações de gerenciamento de risco podem se concentrar na confirmação se esses controles foram realmente implementados e aplicados de forma adequada.
Além disso, outros perigos também podem estar presentes, como estresse por calor, escorregões e quedas, ferimentos causados por golpes, metais tóxicos, gases tóxicos, choque elétrico, lasers, trabalho por turnos e fadiga. Se vários perigos estiverem presentes em uma atividade de trabalho, o status da hierarquia de controles pode ser avaliado para cada perigo e uma abordagem do pior-primeiro, abordagem de todos os perigos pode ser usada para priorizar ações para garantir a proteção contra riscos. Idealmente, conforme recomendado no American National Standard for Prevention through Design, a hierarquia será usada para orientar o design do trabalho de uma maneira que evite a presença de perigos, exposições e riscos resultantes.

## Líderes, culturas e sistemas do ARACCR

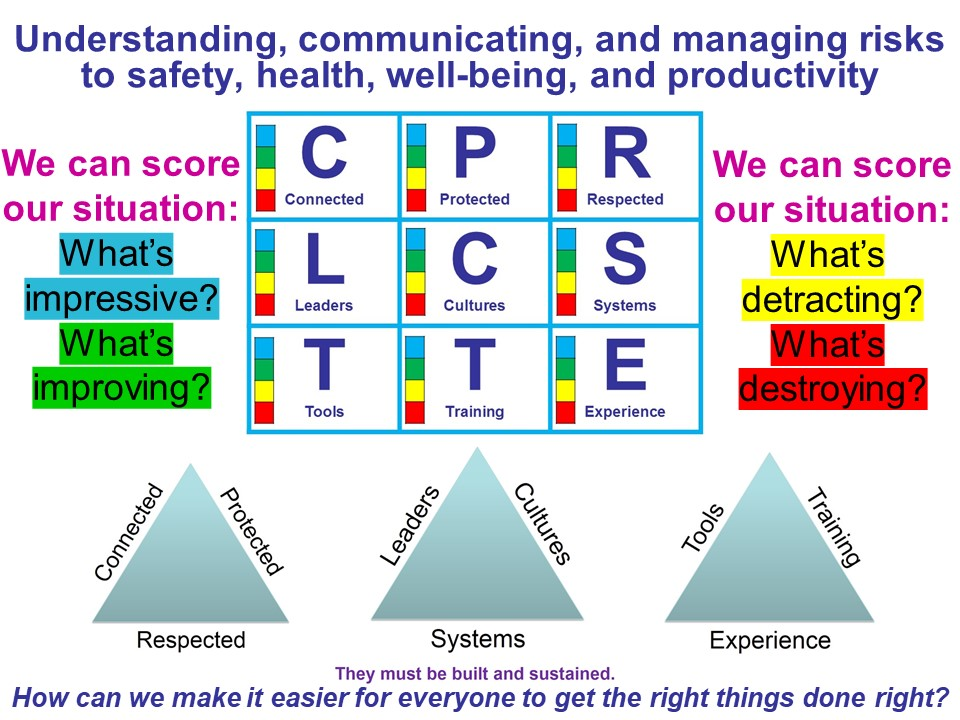
Figura 4. Uma abordagem de Líderes/Culturas/Sistemas para construir e manter comunidades Conectadas/Protegidas/Respeitadas, com todas as Ferramentas/Treinamentos/Experiências necessárias para controlar e confirmar a proteção contra riscos em qualquer ambiente.

A estrutura do ARACCR reconhece as contribuições essenciais de líderes, culturas e sistemas para alcançar o sucesso (Figura 4). Quando ocorrem falhas para proteger as pessoas e o meio ambiente de riscos, as causas básicas dessas falhas podem ser atribuídas a deficiências ou falhas em um ou mais aspectos dos líderes, culturas e sistemas predominantes. Aspectos da estrutura e do processo de tomada de decisão relacionados à construção e sustentação de líderes, culturas e sistemas relevantes e confiáveis podem ser particularmente importantes quando tecnologias ou atividades díspares estão convergindo.
Conforme ilustrado na Figura 4, os componentes de uma abordagem de líderes, culturas e sistemas em qualquer configuração podem permitir que o ARACCR:
- torna mais fácil para todos fazerem as coisas certas da maneira certa para proteção contra riscos
- ajudando a construir e manter comunidades conectadas, protegidas e respeitadas
- com líderes, culturas e sistemas que têm todas as ferramentas, treinamento e experiência necessários
- antecipar e reconhecer perigos, avaliar exposições e controlar e confirmar a proteção contra riscos à segurança, saúde, bem-estar e produtividade
- em todos os lugares onde vivemos, aprendemos, trabalhamos e nos divertimos.

A Figura 4 inclui um "score card" que pode ser usado para avaliar a adequação de cada elemento do ambiente Conectado/Protegido/Respeitado, Líderes/Culturas/Sistemas, Ferramentas/Treinamentos/Experiências. Isso permite o foco efetivo em áreas que devem ser sustentadas e áreas que requerem melhorias.